# Sena Irie
Sena Irie (Yonago, Japón, 9 de octubre de 2000) es una boxeadora olímpica japonesa de peso pluma que consiguió la medalla de oro en los Juegos Olímpicos de Tokio 2020.

## Palmarés internacional
| Juegos Olímpicos | Juegos Olímpicos | Juegos Olímpicos | Juegos Olímpicos |
| Año              | Lugar            | Medalla          | Peso             |
| ---------------- | ---------------- | ---------------- | ---------------- |
| 2021             | Tokio (Japón)    | Medalla de oro   | Peso pluma       |